# Тайсаев, Казбек Куцукович
Казбек Куцукович Тайсаев (род. 12 февраля 1967, село Чикола, Северо-Осетинская АССР) — российский политический деятель, секретарь Центрального комитета КПРФ (с 2008), депутат Государственной думы России VI, VII и VIII созывов (с 2011). С 2017 года — член президиума ЦК КПРФ. Герой Труда Донецкой Народной Республики (2020).
Из-за поддержки российско-украинской войны — под санкциями 27 стран ЕС, Великобритании, США, Канады, Швейцарии, Австралии, Японии, Украины, Новой Зеландии.

## Биография
В 1984 году с отличием закончил техническое училище № 54 г. Москвы. В 1985—1987 годах служил в рядах Советской армии. В 1986 году вступил в КПСС. В 1987—1991 годах работал секретарём комитета комсомола МАДИ, секретарём Фрунзенского райкома ВЛКСМ Москвы. В 1991 году окончил Московский автодорожный институт по специальности «инженер-механик».
В 1990-е годы возглавлял исполком Международного союза комсомольских организаций — ВЛКСМ, избирался секретарём ЦК Союза коммунистической молодёжи России.
В 2002—2007 годах работал в правительстве Московской области, помощником депутата Государственной думы В. И. Кашина. С 2004 года — член ЦК КПРФ; избирался делегатом X—XIV съездов партии.
Являлся советником председателя парламента Республики Южная Осетия С. Я. Кочиева. В августе 2008 года, в период войны в Грузии, возглавлял штаб по оказанию помощи пострадавшим. В 2015 году указом президента Республики Южная Осетия Тайсаеву присвоено воинское звание генерал-лейтенанта.
В 2007—2011 годах — депутат парламента Республики Северная Осетия-Алания, руководитель фракции КПРФ, заместитель председателя комитета по вопросам жилищно-коммунального хозяйства и строительной политике, член мандатной комиссии.
С 30 ноября 2008 года — секретарь ЦК КПРФ.
С 4 декабря 2011 года — депутат Государственной думы России шестого созыва (избран по федеральному списку кандидатов КПРФ) — заместитель председателя комитета Государственной думы по экономической политике, инновационному развитию и предпринимательству; член фракции КПРФ.
14 мая 2011 года на пленуме Совета СКП-КПСС избран первым заместителем председателя Совета Союза коммунистических партий — Коммунистической партии Советского Союза (СКП — КПСС) вместо ушедшего в отставку Евгения Копышева. Является также первым секретарём Северо-Осетинского республиканского комитета КПРФ.
С 27 мая 2017 года — член президиума Центрального комитета КПРФ.
11 марта 2022 года США ввели санкции против 12 депутатов Госдумы, которые были задействованы в признании независимости ЛНР и ДНР, среди них — Тайсаев. 15 марта аналогичные санкции ввела Япония.

## Международные санкции
Из-за поддержки российской агрессии и нарушения территориальной целостности Украины во время российско-украинской войны находится под персональными международными санкциями разных стран. С 23 февраля 2022 года находится под санкциями всех стран Европейского союза. С 11 марта 2022 года находится под санкциями Великобритании. С 11 марта 2022 года находится под санкциями Соединенных Штатов Америки. С 24 февраля 2022 года находится под санкциями Канады. С 25 февраля 2022 года находится под санкциями Швейцарии. С 26 февраля 2022 года находится под санкциями Австралии. С 15 марта 2022 года находится под санкциями Японии.
Указом президента Украины Владимира Зеленского от 7 сентября 2022 находится под санкциями Украины. С 3 мая 2022 года находится под санкциями Новой Зеландии.

### Семья
Женат, воспитывает сына и дочь. Брат Эльбрус, глава администрации Ирафского района Республики Северная Осетия — Алания.

## Законотворческая деятельность
С 2011 по 2019 год, в течение исполнения полномочий депутата Государственной Думы VI и VII созывов, выступил соавтором 61 законодательной инициативы и поправки к проектам федеральных законов.
15 февраля 2022 года, в ходе обсуждения в Госдуме постановления о признании ДНР и ЛНР, заявил: «Народ России полностью поддерживает наше постановление и готов отказаться не только от 13-й зарплаты».

## Награды
- Почётный знак ЦК ВЛКСМ «Воинская доблесть»
- Орден «За заслуги перед Кабардино-Балкарской Республикой» (9 февраля 2017) — за вклад в общественную консолидацию
- Орден Почёта (Южная Осетия)
- Медаль «Во славу Осетии» (Северная Осетия)
- Медаль «20-летие независимости Республики Южная Осетия».
- Благодарность Правительства Российской Федерации (10 июля 2014 года) — за заслуги в законотворческой деятельности, направленной на решение стратегических задач социально-экономического развития страны[7]
- Орден Дружбы (Южная Осетия) (2016)[8]
- Медаль «МПА СНГ. 25 лет» (27 марта 2017 года, Межпарламентская ассамблея СНГ) — за заслуги в деле развития и укрепления парламентаризма, за вклад в развитие и совершенствование правовых основ функционирования Содружества Независимых Государств, укрепление международных связей и межпарламентского сотрудничества[9]
- Орден Дружбы (2017)[10]
- Герой Труда Донецкой Народной Республики (2020)[11]
- Медаль «В ознаменование 15-летия победы в Отечественной войне народа Южной Осетии» (2024)[12]